# Woodlarkia
Woodlarkia is een geslacht van Phasmatodea uit de familie Heteropterygidae. De wetenschappelijke naam van dit geslacht is voor het eerst geldig gepubliceerd in 1932 door Günther.

## Soorten
Het geslacht Woodlarkia is monotypisch en omvat slechts de volgende soort:
- Woodlarkia scorpionides (Montrouzier, 1855)